# Tortola
Tortola je najveći i najnaseljeniji otok među Britanskim Djevičanskim otocima. Riječ je o brdovitom vulkanskom otoku s najvišom točkom na 521 m nadmorske visine i površinom od oko 54 km². Otok je dug 20, a širok 5 km. Potresi su vrlo česti.
Tortolu naseljava oko 16 000 žitelja. Većina stanovništva živi u Road Townu, gradu s međunarodnom zračnom lukom, koja je ujedno i glavni grad teritorija Britanskih Djevičanskih otoka. Službeni jezik je engleski, a platežno sredstvo američki dolar. Glavna gospodarska djelatnost je turizam, a plaže bijelog pijeska su turistički znamenite.

## Galerija
- Uvala Cane Garden
- Plaža Lambert
- Pogled na sjevernu obalu

## Vanjske poveznice
|  | Zajednički poslužitelj ima još gradiva o temi Tortola |

- Službena stranica Turističke udruge Britanskih Djevičanskih otoka